# Moussa Marega
Moussa Marega (Les Ulis, 14 de abril de 1991) é um futebolista francês naturalizado malinês que atua como atacante. Atualmente joga pelo Al-Diriyah Club.
Integrou o elenco da Seleção Malinesa no Campeonato Africano das Nações de 2017.

## Ataque racista
No dia 16 de fevereiro de 2020, no Estádio D. Afonso Henriques, durante o jogo da Primeira Liga entre o Vitória Sport Clube e o Porto, Marega foi desde o período de aquecimento alvo de provocações e insultos racistas por parte de alguns adeptos do Vitória.
Os ataques tornaram-se particularmente virulentos depois de Marega ter marcado o golo que viria a dar a vitória ao Porto (2 a 1) e o ter festejado, dirigindo-se para quem o insultava e apontando para o seu braço. Isto valeu-lhe um cartão amarelo por parte do árbitro Luís Godinho. Adeptos do Vitória assobiaram-no, atiraram cadeiras para o campo e urraram imitando um macaco. Indignado, Marega pediu para ser substituído e abandonou o campo, 20 minutos antes do fim do jogo.
A maioria do mundo desportivo, social e político condenou o ataque abjecto (incluindo altas instâncias como o Presidente da República e membros do Governo), com as exceções de André Ventura, deputado do CHEGA ("país de hipocrisia em que tudo é racismo"), de Miguel Pinto Lisboa, presidente do Vitória Sport Clube, que teve uma reação ambígua e desculpabilizante dos agressores, e dos White Angels, claque do Vitória, que acusou Marega e Sérgio Conceição de terem provocado os insultos.
O Vitória Sport Clube foi punido com três jogos à porta fechada pelos insultos racistas dirigidos ao futebolista pela Autoridade para a Prevenção e Combate à Violência no Desporto.

## Títulos
Porto
- Campeonato Português: 2017–18, 2019–20
- Taça de Portugal: 2019–20

Al-Hilal
- Liga dos Campeões da Ásia: 2021
- Campeonato Saudita: 2021–22
- Copa do Rei: 2022–23